# Корсен (мыс)

Корсен (фр. pointe de Corsen, брет. Beg Korzenn) — мыс на полуострове Бретань, Франция.
Пуэнт-де-Корсан — самая западная точка континентальной французской метрополии, административно располагается на территории коммуны Плуарзель департамента Финистер. К юго-востоку располагается вход в Брестскую бухту, западнее находятся архипелаг Молен и самая западная точка метрополии — остров Уэссан.
Мыс расположен на берегу части Атлантического океана, называемого часто морем Ируаз, расположенного между началом Ла-Манша и Бискайским заливом.
Интересно, что туристы как самую западную точку страны чаще посещают мыс Пуэнт-дю-Ра, расположенный южнее, но несколько восточнее. Посетителей там привлекают более живописная местность и скалы до 70 м высотой.